# Щитоноска пижмовая
Щитоноска пижмовая, или темношовная щитоноска (лат. Cassida vibex) — жук подсемейства щитовок из семейства листоедов.

## Внешнее строение
Тело имаго сверху зелёное, снизу — чёрное, длиной 5,5—7 мм, шириной 4—5 мм. Лоб узкий чёрный. Ноги жёлтые, кроме бёдер, которые на большем протяжении чёрные. Коготки на лапках расходящиеся. Боковые края надкрылий отогнутые. Тело личинок овальное. По бокам тела расположены отростки, длина которых в три раза меньше ширины тела. Эти отростки имеют вторичные ответвления. Самые длинные отростки на 7 и 8 сегменте брюшка. Хвостовые нити длинные и тонкие, не имеют вторичных ответвлений.

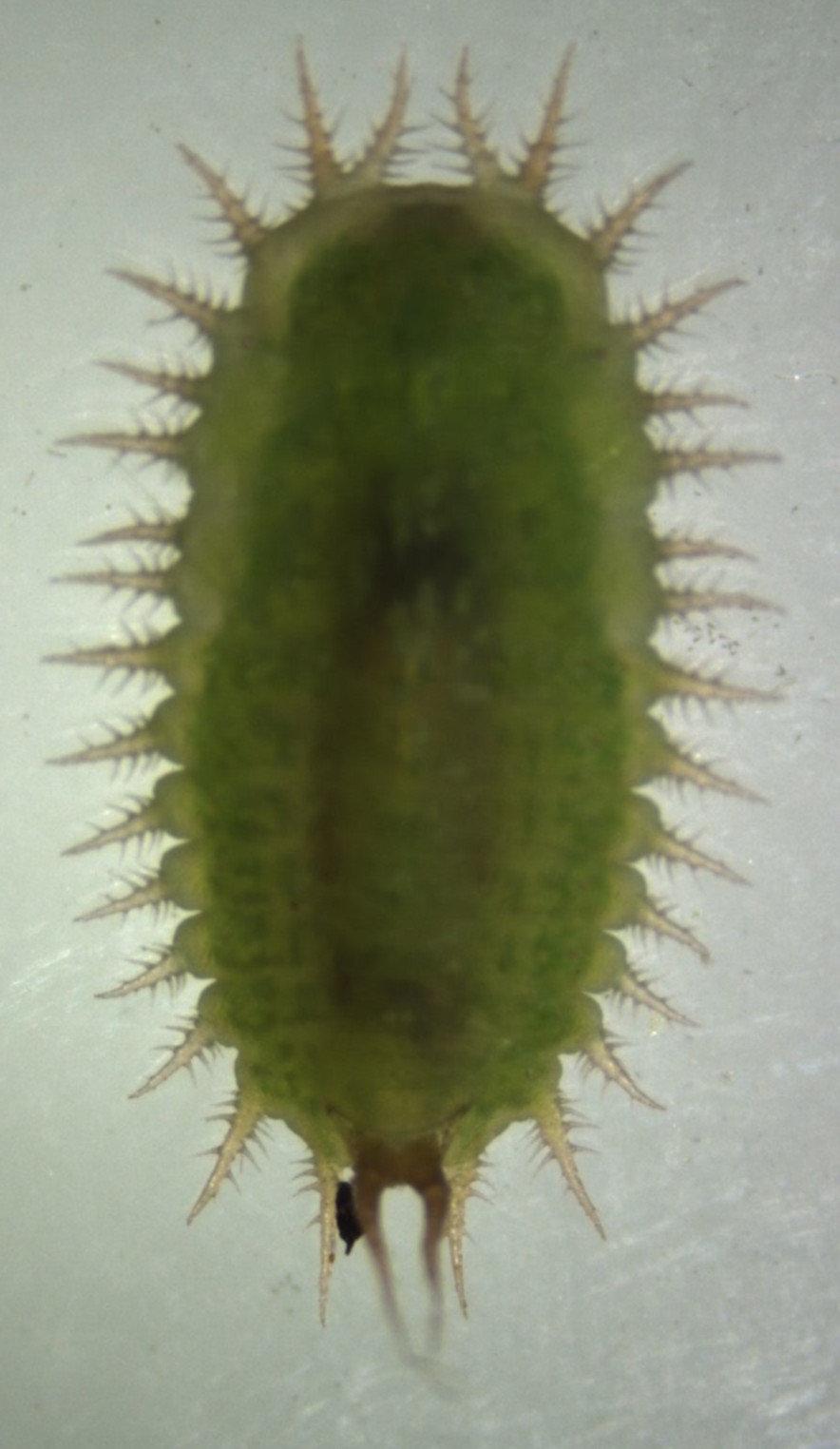
Личинка Cassida vibex
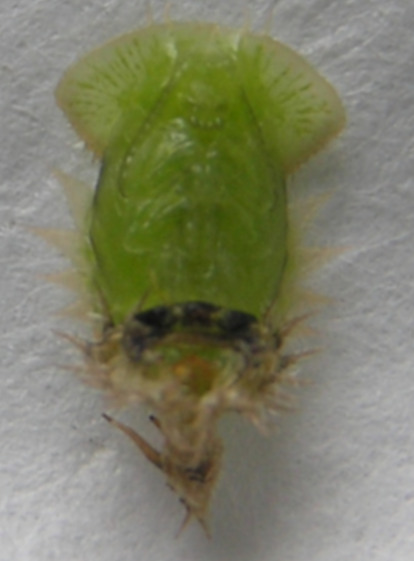
Куколка Cassida vibex

## Распространение
Вид широко распространён на севере Евразии. Отмечен в Европе и на Кавказе, в Малой Азии, Казахстане, Сибири и на Дальнем Востоке, Монголии, на севере Китая и Японии (Хонсю и Хоккайдо).

## Экология

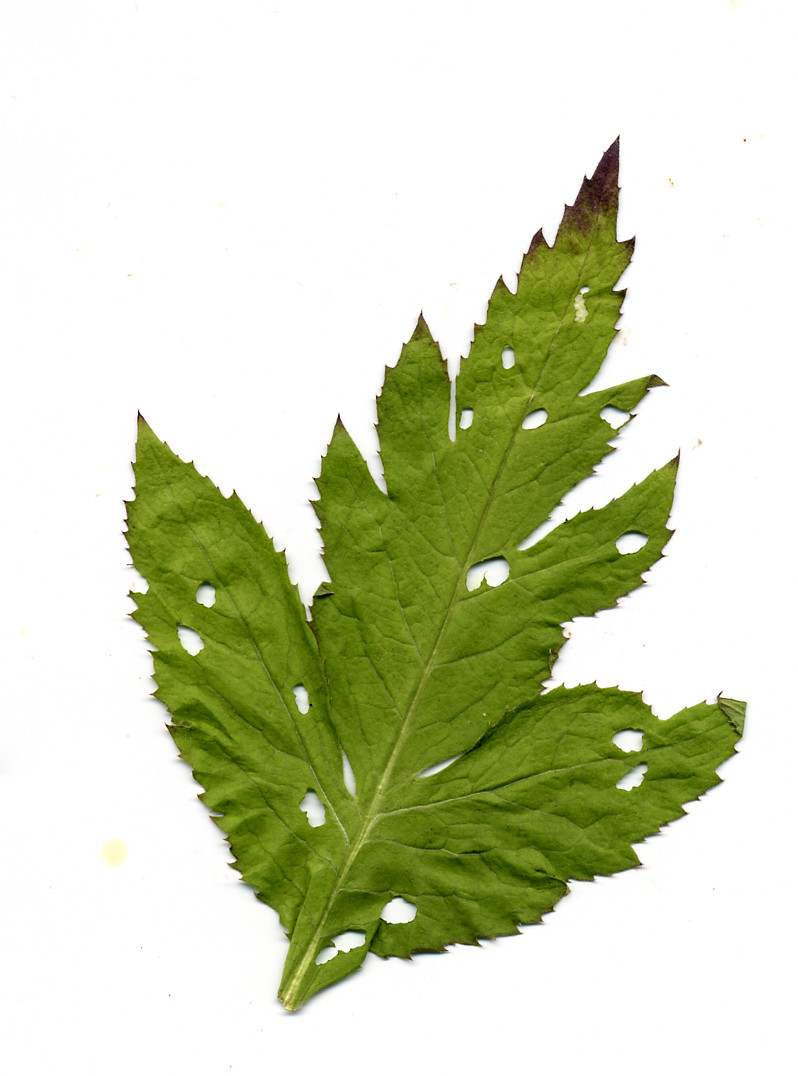
Лист серпухи венценосной, повреждённый листоедом Cassida vibex

Личинки и имаго делают овальные отверстия в листьях сложноцветных трибы Cardueae. В Европе в круг кормовых растений входят: лопух большой (Arctium lappa), лопух малый (Arctium minus), лопух дубравный (Arctium nemorosum), чертополох колючий (Carduus acanthoides), бодяк полевой (Cirsium arvense), бодяк огородный (Cirsium oleraceum), бодяк болотный (Cirsium palustre), бодяк ручейный (Cirsium rivulare), бодяк ланцетолистный (Cirsium lanceolatum), Centaurea carpathica, василёк шероховатый (Centaurea scabiosa), пижма обыкновенная (Tanacetum vulgare), бодяк разнолистный (Cirsium heterophyllum) серпуха венценосная (Serratula coronata), василёк фригийский (Centaurea phrygia), амброзия полыннолистная (Ambrosia artemisiifolia). В Японии отмечен на Cirsium grayanum,, Cirsium alpicola, Cirsium yezoense и Cirsium aomorense. Зимуют жуки. Самки откладывают яйца на кормовые растения группами в оотеках. В таёжной зоне европейской части России имаго выходят из диапаузы в конце мая, личинки появляются середине июня, окукливаются — в середине июля. Продолжительность развития личинок 25—30 дней. В течение первых суток у куколки исчезают конечности и боковые отростки, а также увеличивается головной отдел. Имаго появляются через 8—13 дней. Первые диапаузирующие жуки появляются в конце августа. Вес куколки и имаго зависит от растения на котором питались личинки. Самые крупные особи отмечены на бодяке (куколки — 20,9 мг, имаго — 14,1 мг), самые мелкие — на серпухе (куколки — 16,9 мг, имаго — 11,7 мг). Смертность личинок на тоже зависит от кормового растения. Жуки являются добычей песочной  осы Cerceris albofasciata.

## Кариология
В диплоидном наборе 10 пар хромосом. Центромеры расположены центральной части хромосомы. Механизм определения пола хромосомный, самцы — гетерогаметны. Половые хромосомы в несколько раз меньше самой короткой аутосомы. X-хромосома плохо окрашивается.